# Puntate di Una coppia in affari

## Panoramica della serie
| Stagione | Stagione         | Episodi | Prima TV originale | Prima TV Italia |
| -------- | ---------------- | ------- | ------------------ | --------------- |
|          | Prima stagione   | 13      | 2013               | 2014            |
|          | Seconda stagione | 14      | 2014               | 2015            |
|          | Terza stagione   | 15      | 2014-2015          | 2016            |
|          | Quarta stagione  | 15      | 2015-2016          | 2016            |
|          | Quinta stagione  | 15      | 2016               | 2017            |
|          | Sesta stagione   | 15      | 2016-2017          | 2017            |
|          | Settima stagione | 20      | 2017-2018          | 2020            |
|          | Ottava stagione  | 18      | 2019               | 2020            |
|          | Nona stagione    | 15      | 2020-2021          | 2021            |
|          | Decima stagione  | 15      | 2021-2022          | Inedita         |

## Elenco puntate

### Prima stagione (2013)
| N° | Titolo originale                 | Titolo italiano | Prima TV USA   | Prima TV Italia |
| 1  | The Foreclosure Heebie-Jeebies   |                 | 16 aprile 2013 |                 |
| 2  | Vandalized Foreclosure           |                 | 16 aprile 2013 |                 |
| 3  | Awkward Floor Plan               |                 | 23 aprile 2013 |                 |
| 4  | Double Trouble Flip              |                 | 23 aprile 2013 |                 |
| 5  | Underwater Flip                  |                 | 30 aprile 2013 |                 |
| 6  | Spanish Style Salvage            |                 | 30 aprile 2013 |                 |
| 7  | Inland Empire Cosmetic Nightmare |                 | 7 maggio 2013  |                 |
| 8  | The Bungalow Gamble              |                 | 7 maggio 2013  |                 |
| 9  | Flop House Flip                  |                 | 14 maggio 2013 |                 |
| 10 | Facelift Flip                    |                 | 14 maggio 2013 |                 |
| 11 | A Flip With A View               |                 | 21 maggio 2013 |                 |
| 12 | The Moldy Mess                   |                 | 21 maggio 2013 |                 |
| 13 | Keeping Up With The Joneses      |                 | 28 maggio 2013 |                 |

### Seconda stagione (2014)
| N° | Titolo originale           | Titolo italiano | Prima TV USA   | Prima TV Italia |
| 14 | Foreclosure Shock          |                 | 8 aprile 2014  |                 |
| 15 | Unfinished Flip            |                 | 15 aprile 2014 |                 |
| 16 | Nothing But Potential      |                 | 22 aprile 2014 |                 |
| 17 | Too Small to Fail          |                 | 29 aprile 2014 |                 |
| 18 | Dirty, Dated and Undesired |                 | 6 maggio 2014  |                 |
| 19 | Flipper vs. Flipper        |                 | 13 maggio 2014 |                 |
| 20 | A Barnyard Dance           |                 | 20 maggio 2014 |                 |
| 21 | Hard Money                 |                 | 27 maggio 2014 |                 |
| 22 | Loud, Louder, Loudest      |                 | 3 giugno 2014  |                 |
| 23 | A Neglected Flip           |                 | 10 giugno 2014 |                 |
| 24 | Ranch House of Ruin        |                 | 17 giugno 2014 |                 |
| 25 | Mid-Century Flip           |                 | 24 giugno 2014 |                 |
| 26 | A Risky Flip               |                 | 1 luglio 2014  |                 |
| 27 | Hilltop Hangup             |                 | 8 luglio 2014  |                 |